# Všechna jitra světa
Všechna jitra světa (v originále Tous les Matins du monde) je francouzský historický film z roku 1991. Režíroval ho Alain Corneau podle vlastního stejnojmenného románu. Snímek měl světovou premiéru 18. prosince 1991.

## Děj
Film se odehrává ve Francii 17. a počátku 18. století. Po smrti své manželky žije hráč na violu Monsieur de Sainte-Colombe jako zahořklý a uzavřený muž se svými dcerami Madeleine a Toinette v malém domě nedaleko Paříže. Hudba je celý jeho smysl života. Po dlouhém přemlouvání přijme za žáka Marina Maraise. Když Marais dosáhne slávy a bohatství na dvoře Ludvíka XIV., oba se odcizí. Se Sainte-Colombeho dcerou Madeleine měl Marais milostný poměr, ale po čase ji opustí. Nakonec stárnoucí Marais přemýšlí a uvažuje o skutečné hodnotě hudby.

## Obsazení
| Jean-Pierre Marielle | Sainte-Colombe           |
| Guillaume Depardieu  | Marin Marais (mladý)     |
| Gérard Depardieu     | Marin Marais (starší)    |
| Violaine Lacroix     | Madeleine (mladá)        |
| Anne Brochet         | Madeleine (starší)       |
| Nadège Teron         | Toinette (mladá)         |
| Carole Richert       | Toinette (starší)        |
| Caroline Sihol       | Madame de Sainte-Colombe |
| Michel Bouquet       | Baugin                   |
| Jean-Claude Dreyfus  | Abbé Mathieu             |
| Yves Gasc            | Lequieu                  |
| Jean-Marie Poirier   | Monsieur de Bures        |
| Myriam Boyer         | Guignotte                |
| Yves Lambrecht       | Charbonnières            |

## Ocenění
- Cena Louise Delluca za nejlepší film
- César: nejlepší kamera (Yves Angelo), nejlepší kostýmy (Corinne Jorry), nejlepší režie (Alain Corneau), nejlepší film, nejlepší filmová hudba (Jordi Savall), nejlepší zvuk (Gérard Lamps, Pierre Gamet a Anne Le Campion) a nejlepší herečka ve vedlejší roli (Anne Brochet); nominace v kategoriích nejlepší herec (Jean-Pierre Marielle), nejlepší střih (Marie-Josèphe Yoyotte), nejlepší původní scénář (Alain Corneau a Pascal Quignard) a nejslibnější herec (Guillaume Depardieu)
- Berlinale: nominace na Zlatého medvěda
- Zlatý glóbus: nominace na nejlepší cizojazyčný film